# Carl van der Voort
Carl van der Voort (Fort Myers, Florida, 1928 - New Haven, Connecticut, 2004) fou un destacat galerista i promotor cultural nord-americà que va tenir una gran influència en la vida cultural d'Eivissa.

## Biografia
Nascut als Estats Units, en una família amb arrels holandeses, estudià dret a la Universitat Vanderbilt, a Nashville (Tennessee) fins al 1953, amb la intenció d'ingressar al Cos Diplomàtic, idea que abandonà, ben aviat, per incorporar-se a empreses multinacionals de Consulting amb ubicacions a el Perú i a França. El 1957 obrí la seva primera galeria, San Isidro, a Lima (Perú), on conegué l'historiador britànic Arnold Toynbee. També estudià a La Sorbona, a París els anys 1959 i 1960. El 1958 es va traslladar a Eivissa amb la idea de dedicar-se a l'escriptura, però el descobriment del moviment artístic existent el va portar a convertir-se en un dels gestors d'art més importants de l'illa.
Carl van der Voort va arribar a l'illa en la dècada dels anys cinquanta del segle xx, on el 1965 fundà una galeria, que portava el seu nom, a Dalt Vila, la qual durant vint-i-dos anys va ser un nom de referència com a espai difusor de l'art contemporani més avantguardista d'Espanya. L'any 1966 muntà el "Taller Ibograf", ubicat a l'illa d'Eivissa. El taller dirigit per la pintora nord-americana Jane Mitchell, va començar a experimentar en tots els camps de l'obra gràfica, destacant la serigrafia. A partir de l'any 1980, en què patí problemes de salut, deixà de viure tot l'any a Eivissa i començà a espaiar les seves estades a l'illa. Aleshores, la galeria, sota el mateix nom, va passar a estar dirigida per l'eivissenca Cati Verdera, i va continuar sent, fins al seu tancament el 2006, un referent de l'art contemporani a Eivissa i l'únic centre artístic conegut fora de l'illa, amb participacions en fires d'art internacionals. Va ser una iniciativa per promocionar artistes de l'illa i impulsar exposicions. Paral·lelament es va obrir un taller d'obra gràfica a la ciutat d'Eivissa, per més tard inaugurar, també, una galeria als Estats Units. El 1997, obligat a retornar als EUA per problemes de salut, Van der Voort va fer una important donació del fons de la seva col·lecció al Museu d'Art Contemporani d'Eivissa, un llegat d'obres d'artistes internacionals dels anys seixanta i setanta relacionats amb Eivissa, amb un total de 300 peces entre escultures, pintures i obra gràfica realitzada al Taller Ibograf, procedents d'artistes com Don Kunkel, Rafel Tur i Costa, Marcel Floris, Hans Hinterreiter, Gilbert Herreyns, Acisclo Manzano i Robert Quijada, entre d'altres, també gravats d'Antoni Tàpies, Eduardo Chillida, Antonio Saura Atarés o Erwin Bechtold i una interessant col·lecció de cartells de l'extinta galeria.

## Reconeixements
L'any 2001 en el marc de la quarta edició d'Art.Ibiza —fira internacional d'art contemporani de les Balears, celebrada al Recinte Firal d'Eivissa—, va tenir lloc un homenatge a la seva labor. El mateix any, l'Associació d'Artistes Visuals de les Illes Balears va guardonar Carl van der Voort amb el "Punt Vermell", distinció atorgada anualment a una persona o entitat destacable en la promoció de l'art a les Balears.

## Recerca sobre Carl van der Voort
A partir del mes de maig del 2016 el Museu d'Art Contemporani d'Eivissa (MACE) va programar unes residències per realitzar projectes d'investigació vinculats al patrimoni artístic d'Eivissa, i a la comissària, crítica d'art i docent Rosa Queralt se li encarregà el procés de recerca entorn de l'aportació artística i patrimonial del galerista Carl van der Voort durant els anys que aquest residí a Eivissa, de cara a una posterior publicació del Museu d'Art Contemporani de la ciutat.